# Катанзький мідний пояс
Ката́нзький мі́дний по́яс, або Ката́нга-Родезі́йський по́яс розташовується в гірській частині Демократичної Республіки Конго і містить найбільші у світі запаси кобальту: підтверджені запаси — 2000 тис. т, загальні — 2500 тис. т, частка у світі — 36 %.

## Характеристика
Мідно-кобальтові родовища стратиформного типу. Катанзький мідний пояс проходить по південній частині Конго-Кіншаса, у провінції Шаба (Катанга) і має протяжність 300 км. Руди комплексні — мідні, мідно-кобальтові і мідно-поліметалічні, приурочені до формації Роан (верхній протерозой) Катанзької системи. Потужність рудних тіл — від 2 до 35 м, довжина за простяганням — від десятків метрів до 1 км і більше. Помітно виражена зона окиснення потужністю зазвичай біля 70–80 м. Зона повторного збагачення виявлена слабо. Середні вмісти кобальту в первинних сульфідних рудах становлять 0,1–0,5 %, рідше 1–2 %, в окиснених — до декількох процентів. Руди представлені халькопіритом, сфалеритом, борнітом, халькозином, ковеліном, лінеїтом, каролітом, сферокобальтитом і окисними мінералами міді. Присутні германій, срібло, кадмій, золото, платина, уран. Запаси германію в комплексних мідно-цинкових рудах родовища Кіпуші — найбільші у світі.